# Viktor Priajnikov
Viktor Priajnikov (né le 23 décembre 1933 à Elektrostal en URSS mort le 17 avril 2008 à Moscou en Russie) est un joueur russe de hockey sur glace.

## Carrière de joueur
Durant sa carrière professionnelle il a évolué dans le championnat d'URSS sous les couleurs des Krylia Sovetov. Il termine avec un bilan de 400 matchs et 166 buts en élite.

## Carrière internationale
Il a représenté l'URSS à 23 reprises (8 buts) sur une période de quatre saisons entre 1955 et 1960. Il a remporté le bronze aux Jeux olympiques de 1960. Il a participé à deux éditions des championnats du monde pour un bilan d'une médaille d'argent et une de bronze.

## Statistiques
Pour les significations des abréviations, voir Statistiques du hockey sur glace.

### En équipe nationale
| Année | Équipe | Compétition |   | PJ | B | A | Pts | Pun                |  | Résultats |
| 1959  | URSS   | CM          | 7 | 5  |   | 5 |     | Médaille d'argent  |  |           |
| 1960  | URSS   | JO          | 3 | 2  | 0 | 2 | 0   | Médaille de bronze |  |           |